# ChanServ
ChanServ (Channel Service) je automatický počítačový program, který pomáhá uživatelům s registrovanými kanály. Je to na mnoha IRC sítích služba umožňující registraci „trvalých“ kanálů a jejich konfiguraci práv pro určité uživatele (např. operátory). ChanServ souvisí také se službou NickServ.
Dříve než si můžete zaregistrovat kanál si musíte zaregistrovat přezdívku „nick“ a k tomu slouží již výše zmíněný NickServ. Když si zaregistrujete kanál (např. #muj_kanal) tak se stáváte jeho vlastníkem a máte samozřejmě operátora a můžete tak zajistit, že vám kontrolu nad kanálem nepřebere někdo v době vaší nepřítomnosti.